# Сушица (острво)
43° 49′ 46″ N 15° 15′ 01″ E / 43.82944° С; 15.25028° И
Сушица је ненасељено острвце у хрватском дијелу Јадранског мора. Налази се у Корнатском архипелагу између острва Леврнака и Корнат јужно од засеока Лучица на Корнату. Дио је Националног парка Корнати. Њена површина износи 0,058 km², док дужина обалске линије износи 1,24 km. Највиши врх је висок 24 m. Грађена је од кречњака кредне старости. Административно припада општини Муртер-Корнати у Шибенско-книнској жупанији.